# Aspidotis densa
Aspidotis densa är en kantbräkenväxtart som först beskrevs av Brackenr., och fick sitt nu gällande namn av David Bruce Lellinger. Aspidotis densa ingår i släktet Aspidotis och familjen Pteridaceae. Inga underarter finns listade.

## Bildgalleri

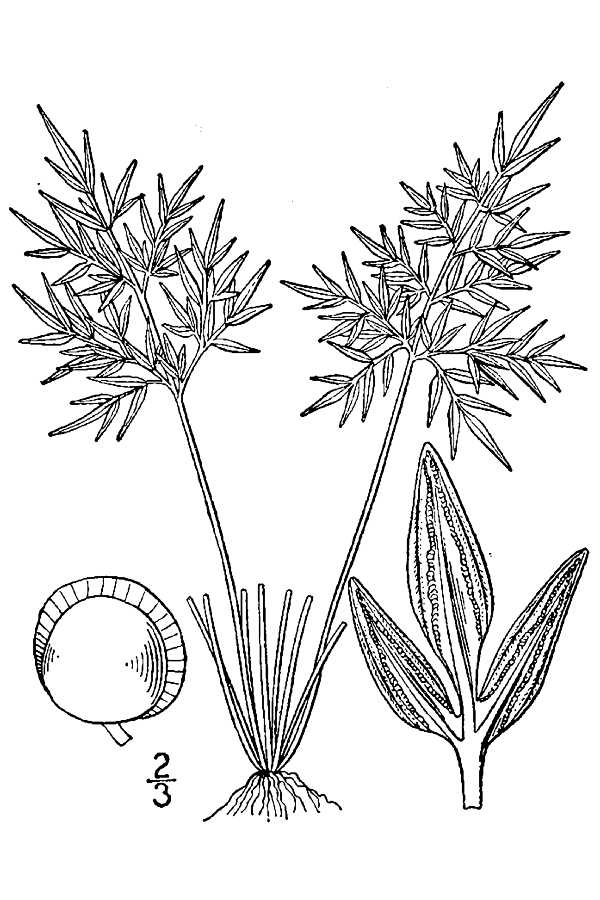
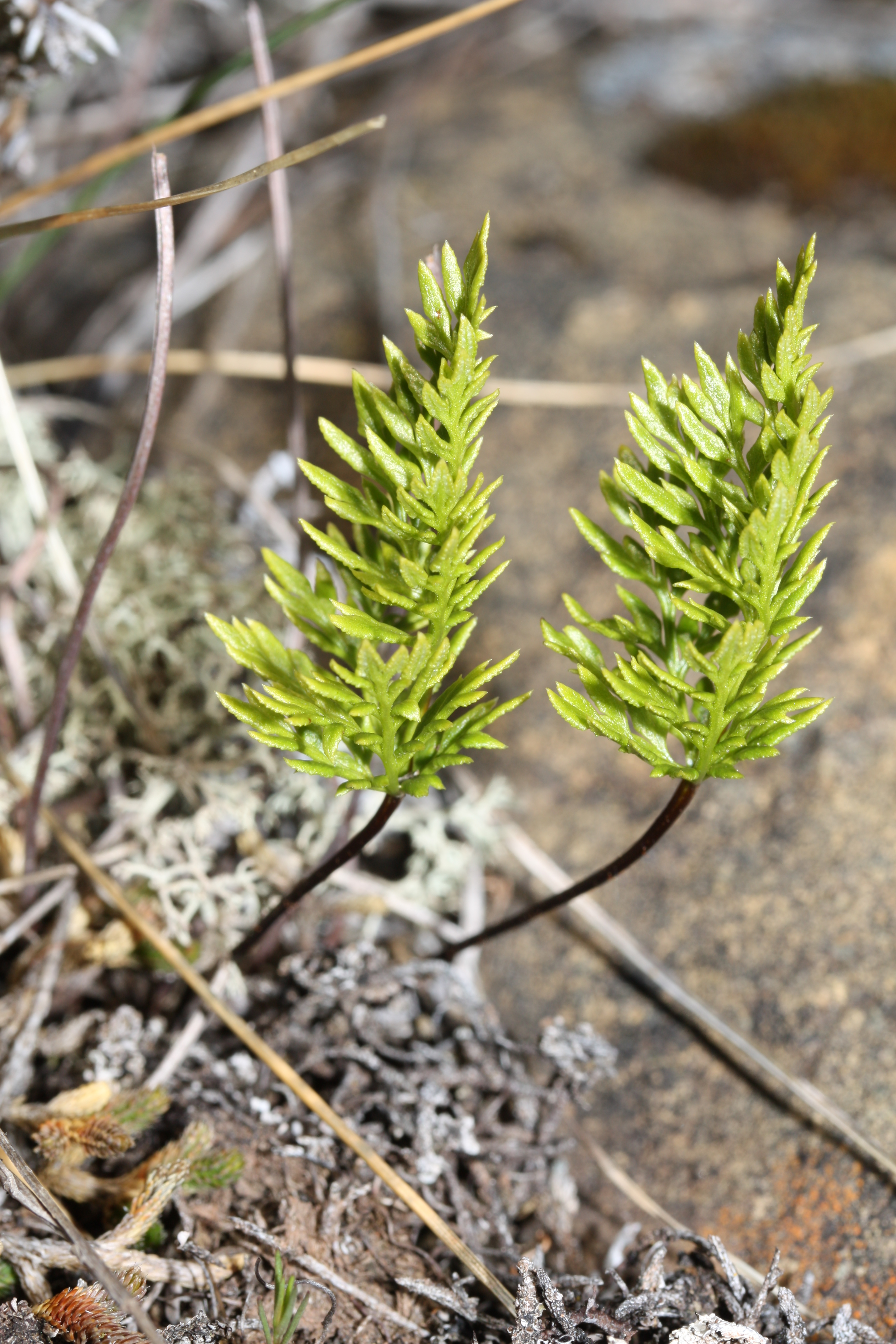
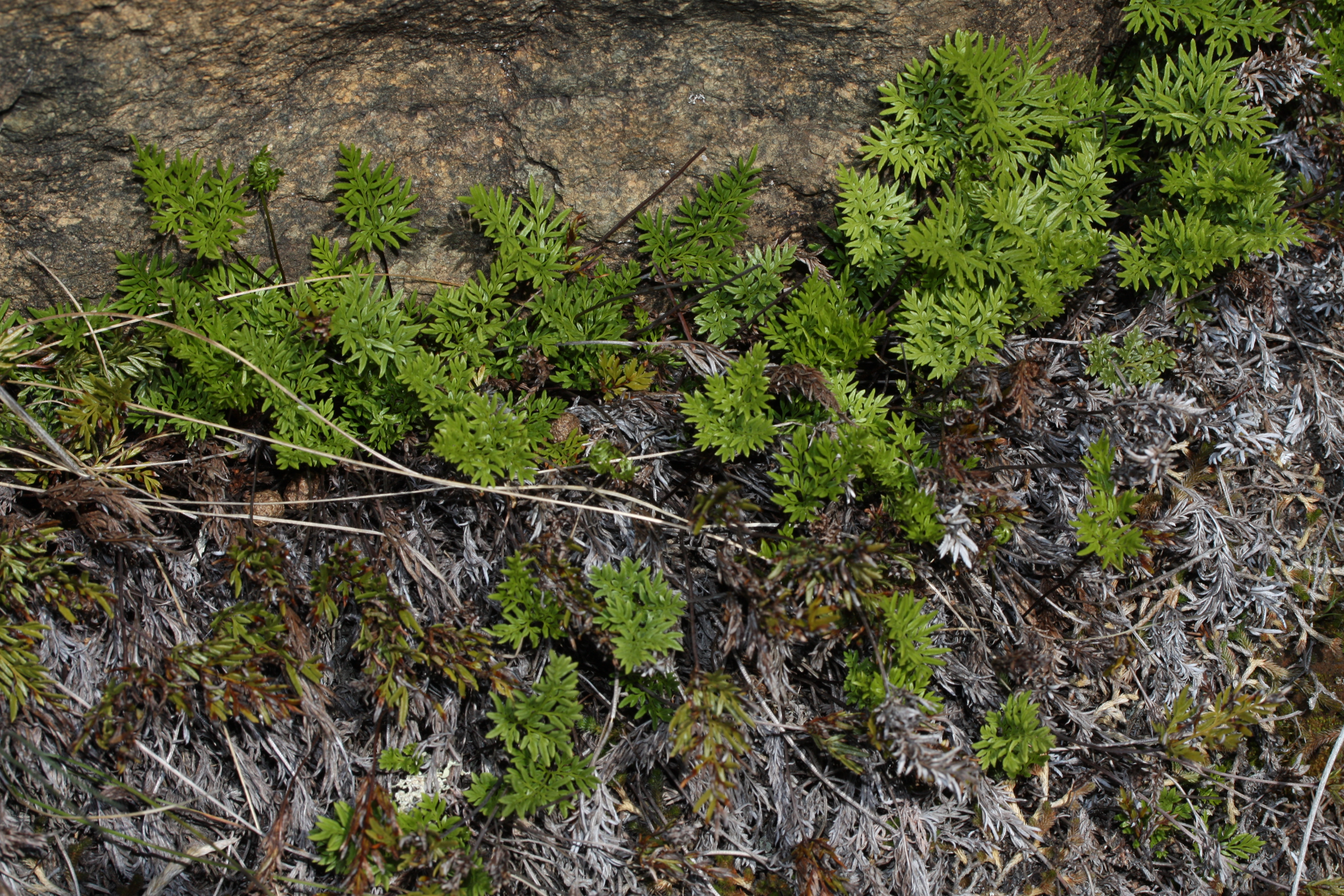
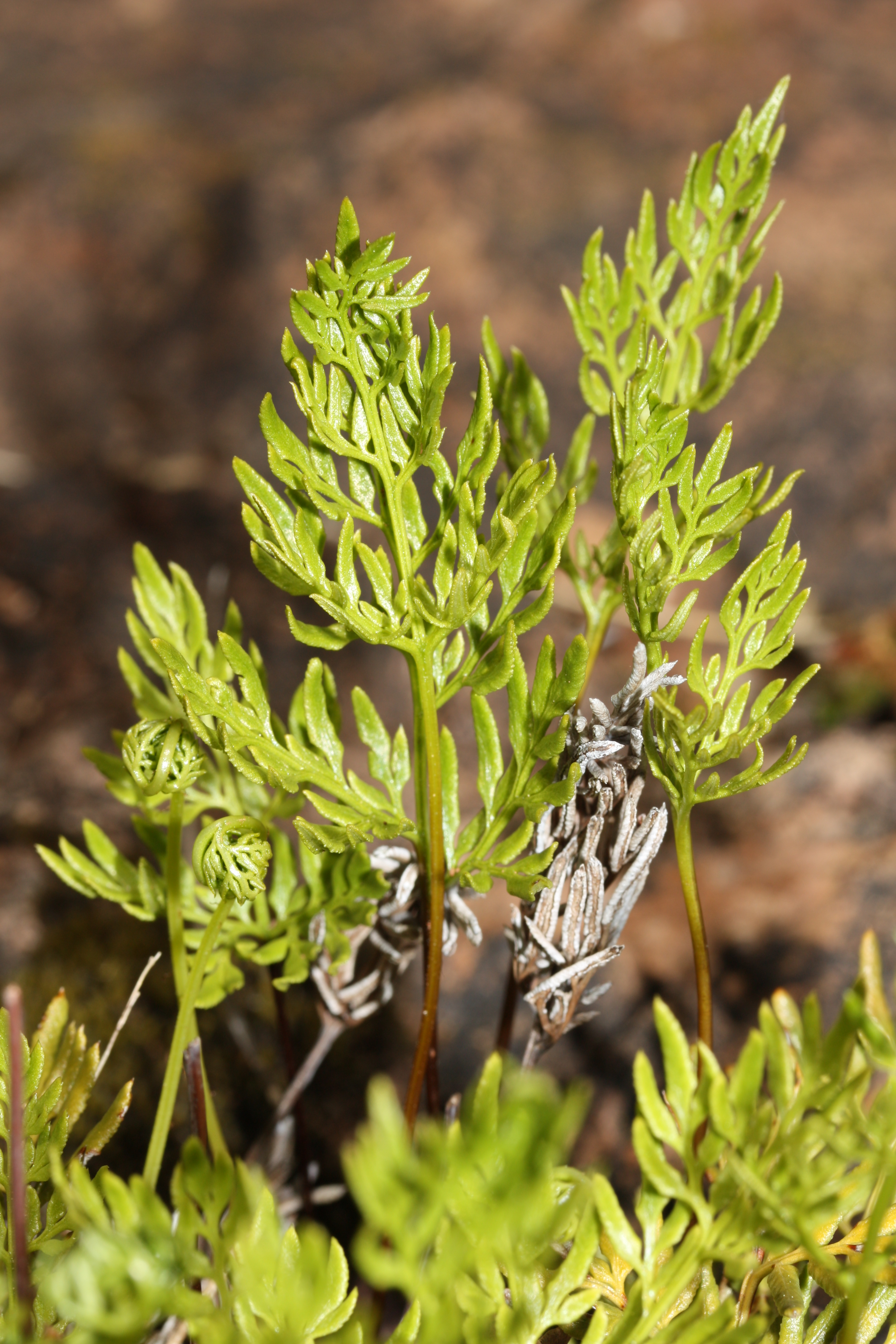
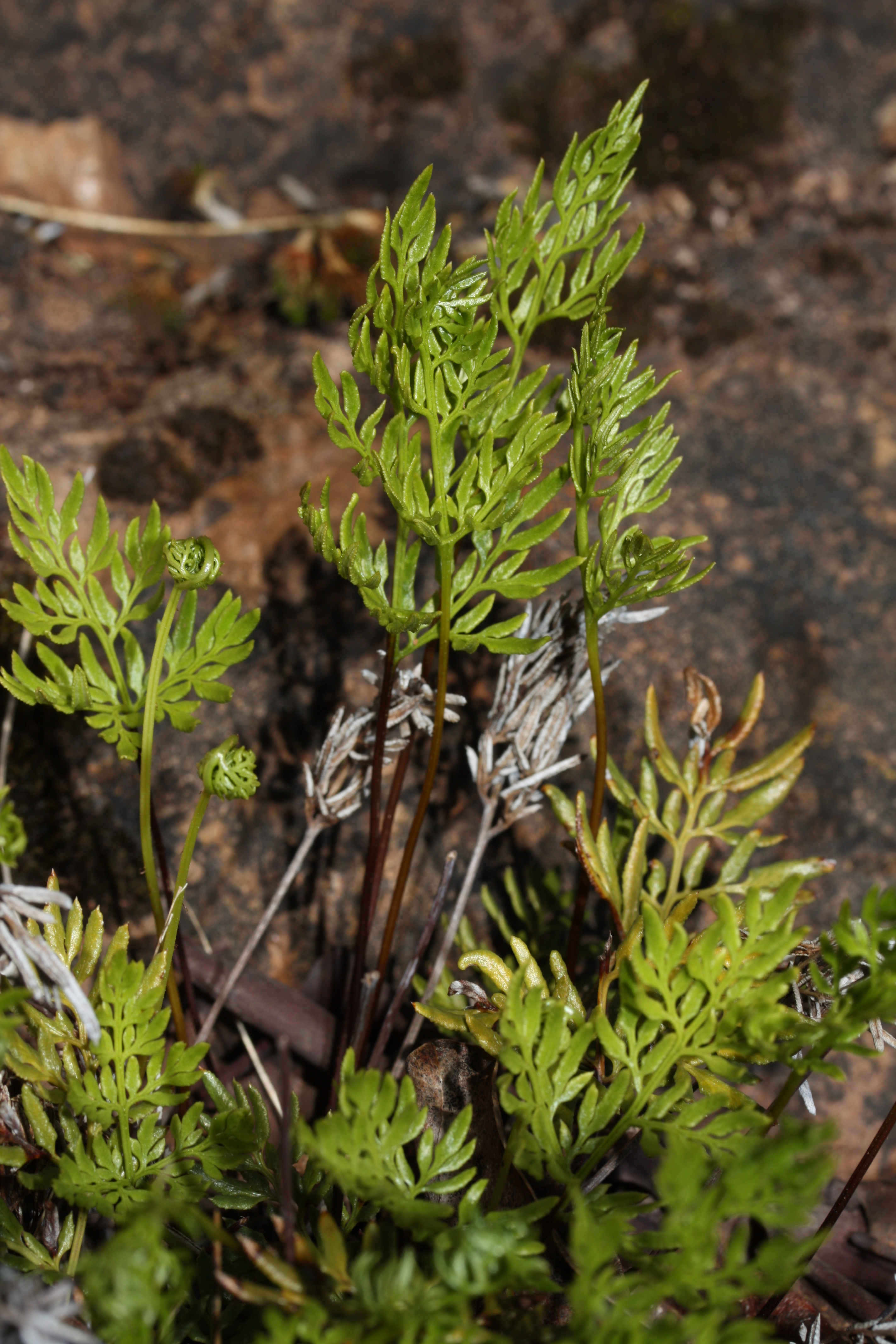
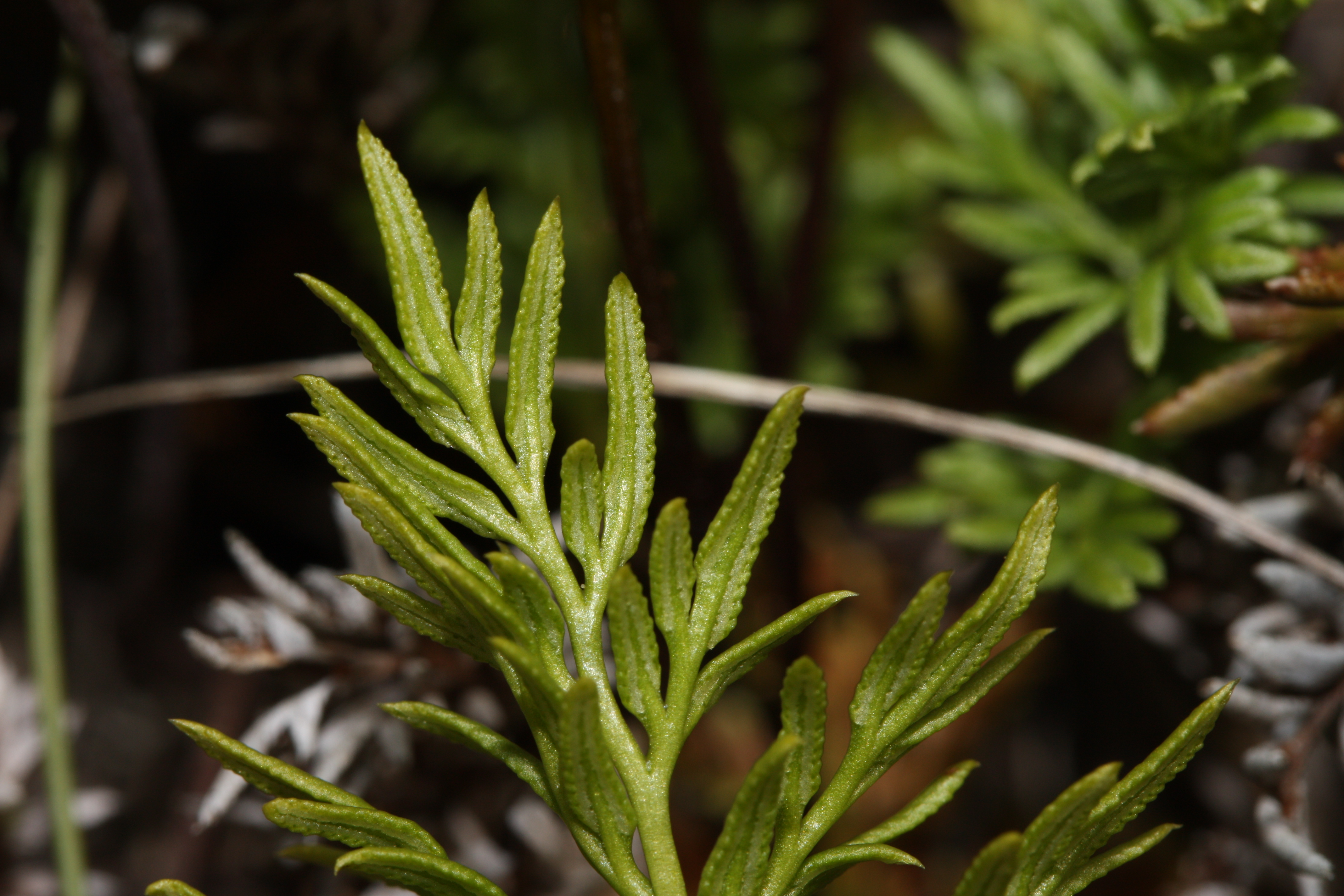